# غرزيغورز ساندومييرسكي
غرزيغورز ساندومييرسكي (بالبولندية: Grzegorz Sandomierski) (5 سبتمبر 1989 في بياليستوك، بولندا) لاعب كرة قدم بولندي يجيد اللعب في مركز حارس مرمى ويلعب حاليا في نادي ياغييلونيا بيالستوك البولندي منذ 2012 معارا من نادي جينك البلجيكي.

## روابط خارجية
- غرزيغورز ساندومييرسكي على موقع الاتحاد الأوربي (الإنجليزية)
- غرزيغورز ساندومييرسكي على موقع قاعدة بيانات كرة القدم.إي يو (الإنجليزية)
- غرزيغورز ساندومييرسكي على موقع ناشيونال فوتبول تيمز (الإنجليزية)
- غرزيغورز ساندومييرسكي على موقع Soccerbase.com (لاعب) (الإنجليزية)
- غرزيغورز ساندومييرسكي على موقع Soccerway.com (الإنجليزية)
- غرزيغورز ساندومييرسكي على موقع عالم كرة القدم.نت (الإنجليزية)
- غرزيغورز ساندومييرسكي على موقع AS.com (الإسبانية)